# Charles-François Félix
Charles-François Tassy, conegut com a Félix o Charles-François Félix de Tassy, va néixer a la població d'Avinyó l'any 1635 i va morir l'any 1703 va ser un cirurgià francès.

## Biografia
Era fill de François Félix (+1678), senyor de Stain i primer cirurgià del rei (1653-1678), germà d'Henri Félix de Tassy (1641-1711), bisbe de Digne i més tard Bisbe de Chalon-sur- Saona.
Charles-François Félix de Tassy va ser el primer cirurgià del rei Lluís XIV. Es va fer famós per haver operat Lluís XIV d'una fístula anal el 18 de novembre de 1686.
Per a poder operar al rei es va dissenyar un bisturí curvat, que d'introduia al llarg de la fístula mitjançant un retractor. L'operació sense anestèsia, va durar tres hores i va ser un èxit, que li va valer una condecoració reial i va llançar la moda de la fístula entre els cortesans que es volien operar.
Les Memòries de la marquesa de Créquy informen que la poesia Seigneur (Dieu), sauve Le Roi va ser composta per la duquessa de Brinon i després musicada per Jean-Baptiste Lully per celebrar l'èxit d'aquesta operació quirúrgica, l'autor de Memories afirmant que Händel va plagiar aquesta melodia per orquestrar God Save the Queen.
Va ser ennoblit el 1690.
Va casar-se amb Marguerite Brochant. De la seva unió va néixer Charles-Louis Félix de Tassy, que el va succeir com a primer cirurgià del rei Lluís XIV i controlador de la casa del rei abans de casar-se el 1699 amb Anne Le Tessier de Montarsy, filla d'un orfebre del rei.